# Zhuangwei
Zhuangwei (chinesisch 壯圍鄉, Pinyin Zhuàngwéi Xiāng, Pe̍h-ōe-jī Chòng-ûi-hiong), auch Jhuangwei, ist eine Landgemeinde im nordtaiwanischen Landkreis Yilan.

## Lage und Bedeutung

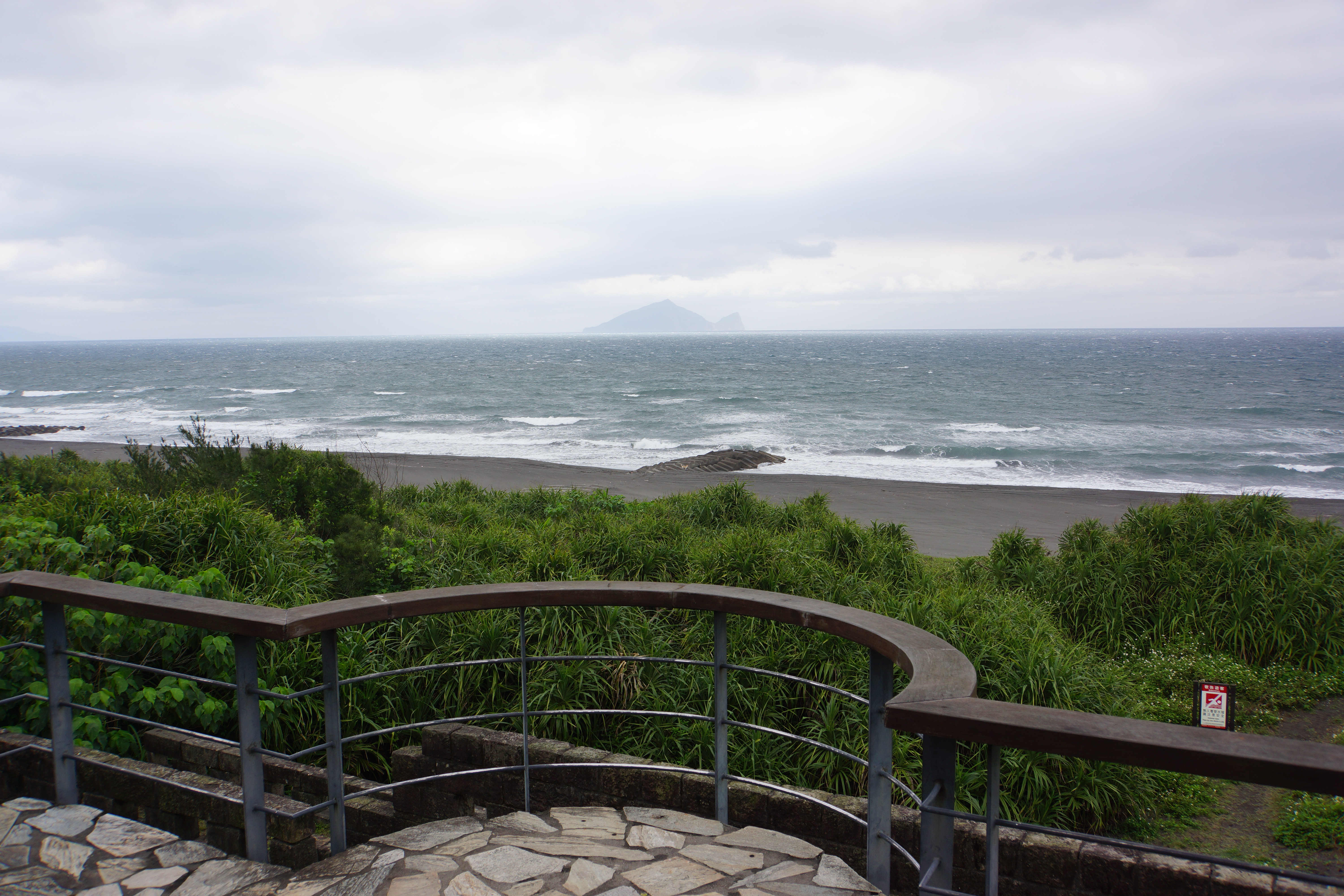
Der Yongzhen-Küstenpark

Zhuangwei liegt an der Ostküste der Insel Taiwan und grenzt an den Pazifischen Ozean. Die vom Lanyang-Fluss durchquerte Gemeinde wurde zu Beginn des 19. Jahrhunderts von chinesischen Einwanderern urbar gemacht und ist bis heute landwirtschaftlich geprägt, zu den wichtigsten Produkten zählen vor allem Reis, Kürbisse und Lauchzwiebeln. Die in früherer Zeit einen wichtigen Erwerbszweig darstellende Fischerei (Hochsee- und Strandfischen) ist heute kaum noch von wirtschaftlicher Bedeutung.
Die Küste von Zhuangwei ist ein beliebtes Ausflugsziel für Besucher aus den nordtaiwanischen Metropolen. Zu nennen ist hier vor allem der Yongzhen-Küstenpark, von dessen Sandstrand man einen guten Blick auf die Insel Guishan Dao hat.